# The Bond
The Bond è un cortometraggio di propaganda creato da Charlie Chaplin nel 1918 a proprie spese per la Liberty Load Committee per un'uscita cinematografica, allo scopo di aiutare a vendere i war Bonds americani durante la prima guerra mondiale.
Girato con Edna Purviance, Albert Austin e Sydney Chaplin, il film ha un distintivo impianto scenico ambientato in un semplice set tutto nero con delle scale e poco altro. La storia è composta da una serie di sketches umoristici che illustrano vari bond, come il bond dell'amicizia, del matrimonio e, cosa più importante, il Liberty Bond (il bond della Libertà), per mettere al tappeto il Kaiser, cosa che Charlot esegue letteralmente.
Vi era anche una versione inglese  con lo Zio Sam rimpiazzato da John Bull che promuoveva War Bonds.